# ディノ・タイム 恐竜時代へGO!!
『ディノ・タイム 恐竜時代へGO!!』（ディノ・タイム きょうりゅうじだいへごー、原題：Dino Time）は、2012年に公開された韓国のアニメーション映画。

## ストーリー
恐竜と人間の子供を待ち受ける大冒険を描く、ファミリーで楽しめるアドベンチャーCGアニメーション映画。冒険好きのアーニーはある日、友人のマックスの家に忍び込み、彼のお父さんが発明したタイムマシーンを見つけてしまう。

## キャスト
- アーニー - パメラ・アドロン
- ジュリア - タラ・ストロング
- マックス - ユーリ・ローエンタール
- タイラ - メラニー・グリフィス
- サーリー - スティーヴン・ボールドウィン
- サルコ - ウィリアム・ボールドウィン
- ドジャー - ロブ・シュナイダー